# Serrat de la Tina
El Serrat de la Tina és una muntanya de 867 metres que es troba al municipi de Lluçà, a la comarca d'Osona.